# Габровский, Пётр
Пётр Димитрович Габровский (болг. Петър Димитров Габровски; 9 июля 1898, Разград — 1 февраля 1945, София) — болгарский политический деятель, во время Второй мировой войны временно исполнял обязанности главы правительства страны.

## Биография
Габровский начал свою политическую деятельность как национал-социалист, один из создателей организации «Ратници за напредъкa на Българщината». Союз отличался особыми антисемитскими взглядами и связями с нацистской Германией.
Габровский вошёл в состав кабинета Богдана Филова в 1940 году и был назначен министром внутренних дел. После передачи Германией Болгарии оккупированной части греческой территории Габровский вместе с главой комитета по делам евреев полковником Александром Белевым занимался организацией отправки евреев с этих территорий в лагеря смерти в 1943 году. 4 марта 1943 года более 4000 фракийских евреев были арестованы и направлены в транзитные лагеря до 18-19 марта 1943 года. Затем они были перевезены в Освенцим. 11 343 еврея Македонии и Фракии погибли в лагерях смерти.
После смерти царя Бориса III Габровский исполнял обязанности премьер-министра в период между 9 и 14 сентября 1943 года. Его позиции были слабыми, поэтому он утратил должность. После прихода к власти коммунистов был, как и многие другие болгарские политики, осуждён и казнён по приговору Народного суда.